# 외뿔고래
외뿔고래(영어: Narwhal, 학명: Monodon monoceros) 또는 일각돌고래는 북극에 사는 고래이다. 위도 70도 이남에서는 거의 발견되지 않으며, 흰돌고래와 함께 일각돌고래과에 속하는 종이다. 일각고래(Monodon monoceros)라고도 알려진 외뿔고래는 튀어나온 송곳니에서 큰 "엄니"를 가지고 있는 중간 크기의 이빨고래이다. 그린란드, 캐나다, 러시아 주변의 북극해에서 일년 내내 산다. 그것은 벨루가 고래와 함께 Monodontidae 계통의 고래의 두 생물 종 중 하나이며 Monodon 속의 유일한 종이다. 일각 고래 수컷은 길쭉한 왼쪽 위 송곳니인 길고 곧은 나선형 엄니로 구별된다. 벨루가와 마찬가지로 일각 고래는 중간 크기의 고래이다. 수컷의 엄니를 제외한 암수 모두 전체 신체 크기는 3.95에서 5.5m (13.0에서 18.0ft)까지 다양하다. 수컷은 암컷보다 약간 크다. 성인 외뿔고래의 평균 체중은 800-1,600kg (1,760-3,530lb)이다. 약 11세에서 13세 사이에 수컷은 성적으로 성숙해진다. 암컷은 약 5-8세에 성적으로 성숙해진다. 외뿔고래는 등 지느러미가 없으며 목과 척추에는 돌고래와 대부분의 고래와 대부분의 다른 포유류와 같이 관절이 있다.

## 학명의 유래
외뿔고래는 린네가 묘사한 많은 종 중의 하나이다. 영문 이름인 Narwhal의 첫 부분은 고대 북유럽어의 nar에서 왔으며, 시체를 의미한다.

## 먹이
외뿔고래는 상대적으로 제한적이고 특정적인 식단을 가지고 있다. 외뿔고래의 먹이는 주로 그린란드 넙치, Boreogadus saida, Arctogadus glacialis, 오징어, 새우 및 Gonatidae(오징어과)로 구성된다. 위장에서 발견되는 추가적인 생물에는 Anarhichadidae(늑대 뱀장어), Capelin(빙어과의 작은 마초 물고기), Skate(Rajidae 계통에 속하는 연골 물고기)의 알 및 때로는 고래가 바닥 근처에서 먹이를 잡아먹을때 실수로 섭취한 바위가 포함된다. 입안에 치열이 잘 발달되어 있지 않기 때문에 외뿔고래는 먹이와 가까운 거리가 될 때까지 다가간 후 먹이를 상당한 입의 흡입력으로 빨아들인다고 알려져 있다. 비슷한 사례로 비교적 작은 치열을 가진 부리 고래도 먹이를 흡입하여 먹는 것으로 알려진다. 독특한 엄니는 작은 먹이를 툭툭 치고 기절 시켜 잡을 수 있도록 하는 데 사용된다.
일각고래는 매우 확고한 식습관을 가지고 있다. 캐나다 동물학 저널(Canadian Journal of Zoology)에 발표된 한 연구에서는 나이와 성별이 다른 73마리의 외뿔고래를 테스트하여 무엇을 먹었는지 확인했다. 각각의 개체들은 연못 입구에서 왔으며 1978년 6월부터 1979년 9월까지 무엇을 먹었는지 실험했다. 1978년 연구에 따르면 북극 대구 (Boreogadus saida)는 외뿔고래 식단의 약 51 %를 차지했으며 다음으로 가장 흔한 동물은 그린란드 넙치 (Reinhardtius hippoglossoides)로 식단 무게의 37 %를 차지했다. 1979 년 후, 외뿔고래의 식단에서 두 동물의 비율이 바뀌었다. 500년 북극 대구는 57%, 그린란드 넙치는 29%를 차지했다. 넙치, 홍어(Sebastes marinus), 북극 대구(Arctogadus glacialis)와 같은 심해 어류는 주로 수컷의 식단에서 발견되었으며, 이는 외뿔고래가 해발 41m(<>,<>피트) 이상 더 깊이 잠수할 수 있음을 의미한다. 이 연구는 외뿔고래 의식이 성별이나 연령에 따라 다르지 않다는 것을 발견했다.

## 서식
외뿔고래는 계절마다 이동을 하며, 일반적으로 얕은 물을 더 선호하고 얼음이 없는 여름철로 돌아가려는 습성이 높다. 여름철에는 종종 10-100 마리의 소규모 떼들과 함께 해안에 더 가깝게 이동한다. 겨울에는 두꺼운 얼음 덩어리 아래 연안의 더 깊은 바다로 이동하여 해빙 또는 빙하의 좁은 균열로 떠오른다. 봄이 오면 이 빙하는 수로로 열리고 외뿔고래는 해안 만으로 돌아간다. 캐나다와 서부 그린란드의 외뿔고래는 대륙 경사면을 따라 데이비스 해협과 배핀 베이의 얼음 덩어리에서 정기적으로 겨울을 보낸다. 5 % 미만의 개방 수역과 그린란드 넙치의 밀도가 높다. 겨울에 먹이를 섭취하는 것은 여름보다 외뿔고래 에너지 보충에 훨씬 더 많은 도움을 준다.

## 천적
외뿔고래는 길고 위협적인 뿔 때문에 천적이 없을 거라고 오인되기도 한다. 하지만 외뿔고래에게도 천적이 있다. 바로 범고래와 북극곰이다. 외뿔고래는 숨을 쉬기 위해 얼음 위에 엄니로 구멍을 뜷어 놓는데, 북극곰이 이 구멍에서 기다리고 있다가 외뿔고래가 숨을 쉬러 올라오는 순간 때려잡는다. 범고래에게도 힘과 속도에 밀려 금방 잡히고 만다. 애초에 범고래는 모든 해양생물의 천적이다. 외뿔고래가 범고래로부터 달아나는 방법은, 수많은 빙산이 있는 좁은 공간으로 달아나는 것이다.

## 사진첩

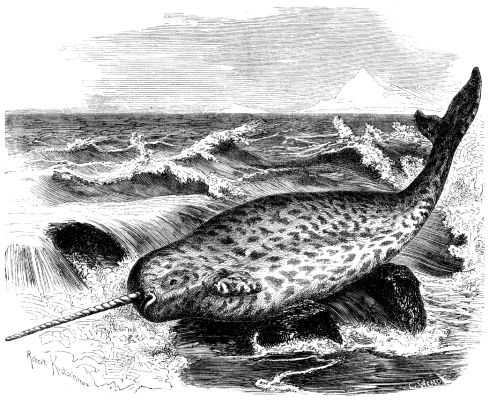
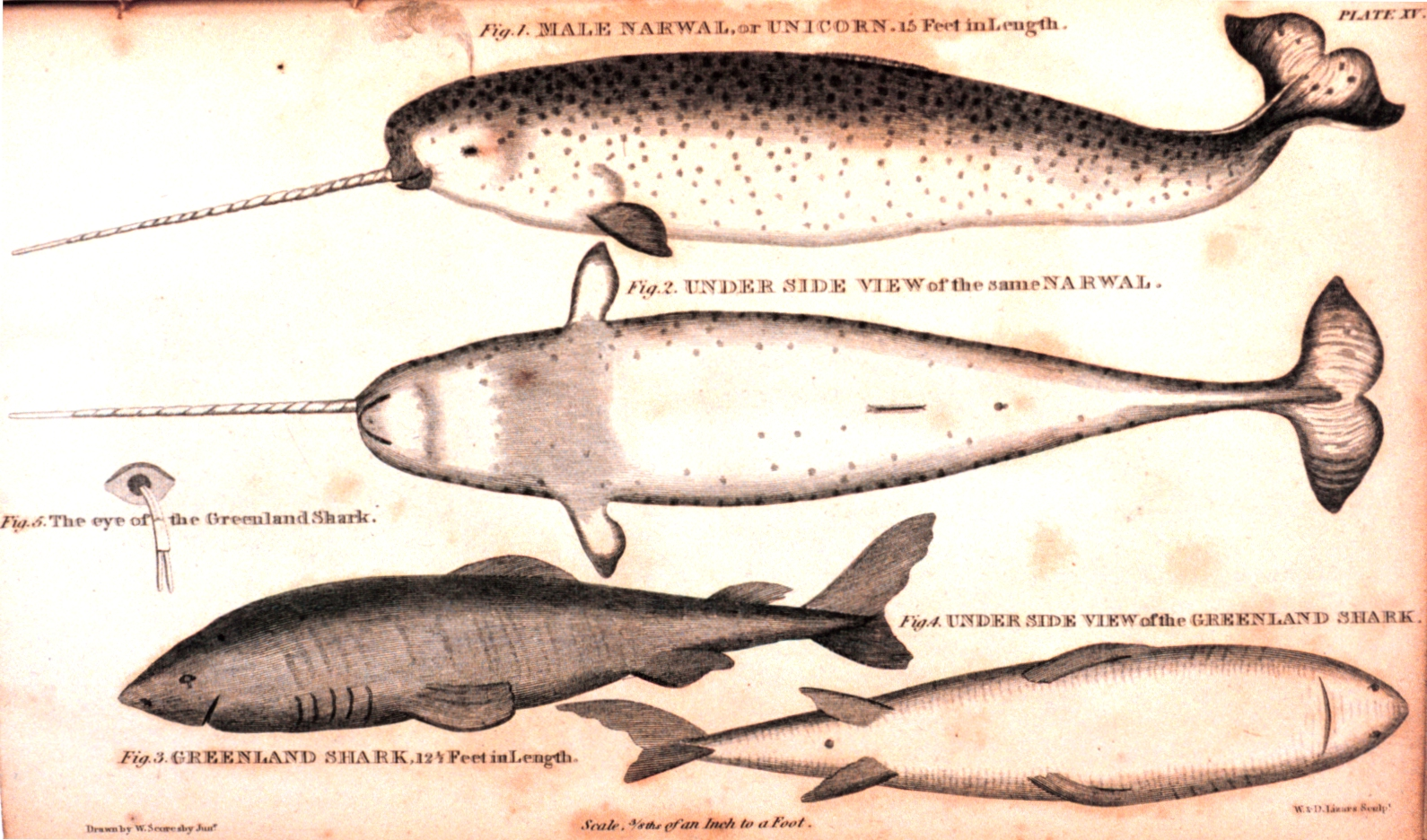
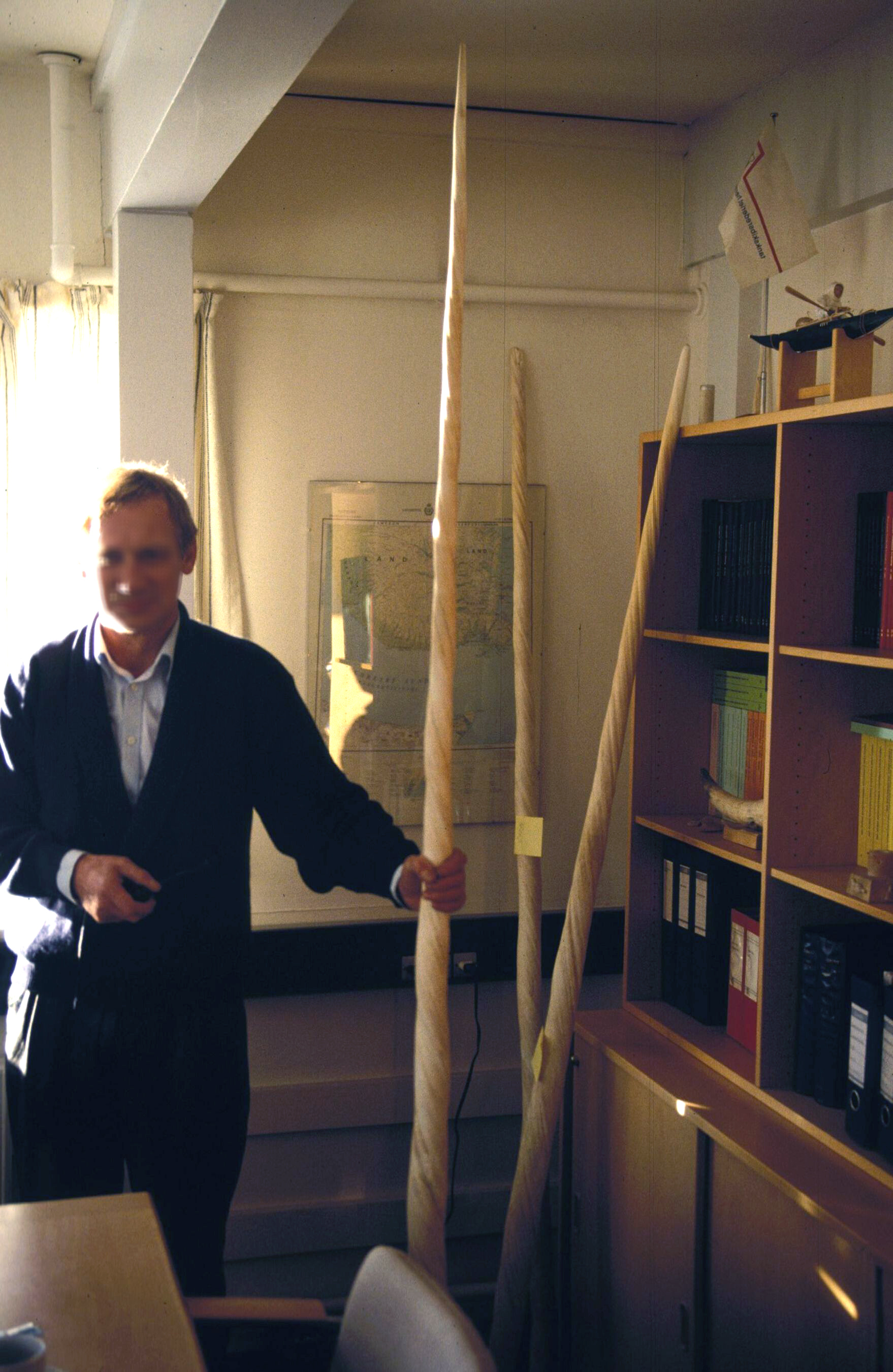